# کارکرد (زیست‌شناسی)
کارکرد (انگلیسی: Function) دلیل به وجود آمدن یک شی یا فرایند در سیستمی است که از طریق انتخاب طبیعی فرگشت پیدا کرده‌است. دلیلش این است که معمولاً به نتیجه ای می‌رسد، مثلاً اینکه سبزینه به گرفتن انرژی نور خورشید در فتوسنتز کمک می‌کند. از این رو موجودی که آن را در خود جای داده‌است احتمال زنده ماندن و تولیدمثل بیشتری دارد، به عبارت دیگر عملکرد موجود برازش را افزایش می‌دهد. مشخصه ای که فرگشت کمک می‌کند سازگاری (زیست‌شناسی) نامیده می‌شود. سایر ویژگی‌ها ممکن است محصول فرعی غیرکارکردی باشند، اگرچه اینها به نوبه خود ممکن است بعداً توسط فرگشت برای ارائه عملکردهای جدید انتخاب شوند.
در زیست‌شناسی کارکرد به طرق مختلفی تعریف شده‌است. در فیزیولوژی آن چیزی است که یک اندام، بافت، سلول یا مولکول انجام می‌دهد.
در فلسفه زیست‌شناسی، صحبت از عملکرد به ناچار نوعی پایان‌شناسی را نشان می‌دهد، هرچند انتخاب طبیعی بدون هیچ هدفی برای آینده عمل می‌کند. در عین حال، زیست شناسان اغلب از زبان غایت‌شناختی برای خلاصه نویسی برای کارکرد استفاده می‌کنند. در فلسفهٔ زیست‌شناسی معاصر، سه روایت عمده از کارکرد در جهان زیست‌شناختی وجود دارد: نظریه‌های نقش علّی، تأثیر انتخابی، و سهم هدف.

## در زیست‌شناسی پیش از تکامل
در فیزیولوژی، یک کارکرد فعالیت یا فرآیندی است که توسط یک سیستم در یک موجود زنده انجام می‌شود، مانند حس یا حرکت در یک حیوان. این چهار علت برخلاف ریخت‌شناسی (به ترتیب «آرگون» و «مورفه» ارسطو) در توضیحات بیولوژیکی در اروپای دوران باستان مرکزی بود. در دوران مدرن تر، بخشی از سال ۱۸۳۰ مناظره کوویر و جفروی بود، جایی که کوویر استدلال کرد که ساختار یک حیوان به دلیل نیازهای عملکردی آن است، در حالی که جفروی پیشنهاد کرد که ساختار هر حیوان از یک طرح مشترک اصلاح شود.

## در زیست‌شناسی فرگشتی
کارکرد را می‌توان به روش‌های مختلفی تعریف کرد، از جمله به عنوان سازگاری
به عنوان کمک به سازگاری اندام فرگشتی، در رفتار حیوانات، از جمله به عنوان سازگاری،در رفتار حیوانات،و همان‌طور که در زیر بحث می‌شود، به عنوان نوعی نقش یا هدف علّی در فلسفه زیست‌شناسی

### سازگاری
یک ویژگی کارکردی در زیست‌شناسی فرگشتی به عنوان سازگاری (زیست‌شناسی) شناخته می‌شود و راهبرد تحقیق برای بررسی سازگاری یک شخصیت به عنوان سازگاری‌گرایی شناخته می‌شود. اگرچه فرض اینکه صفت (ژنتیک) کاربردی است، ممکن است در تحقیق مفید باشد اما برخی از خصوصیات موجودات غیرکارکردی هستند و به صورت تصادفی شکل می‌گیرند که به آن اسپندرال (زیست‌شناسی) گفته می‌شود، اسپندرال عوارض جانبی سیستم کارکردی همسایه است.

### انتخاب طبیعی

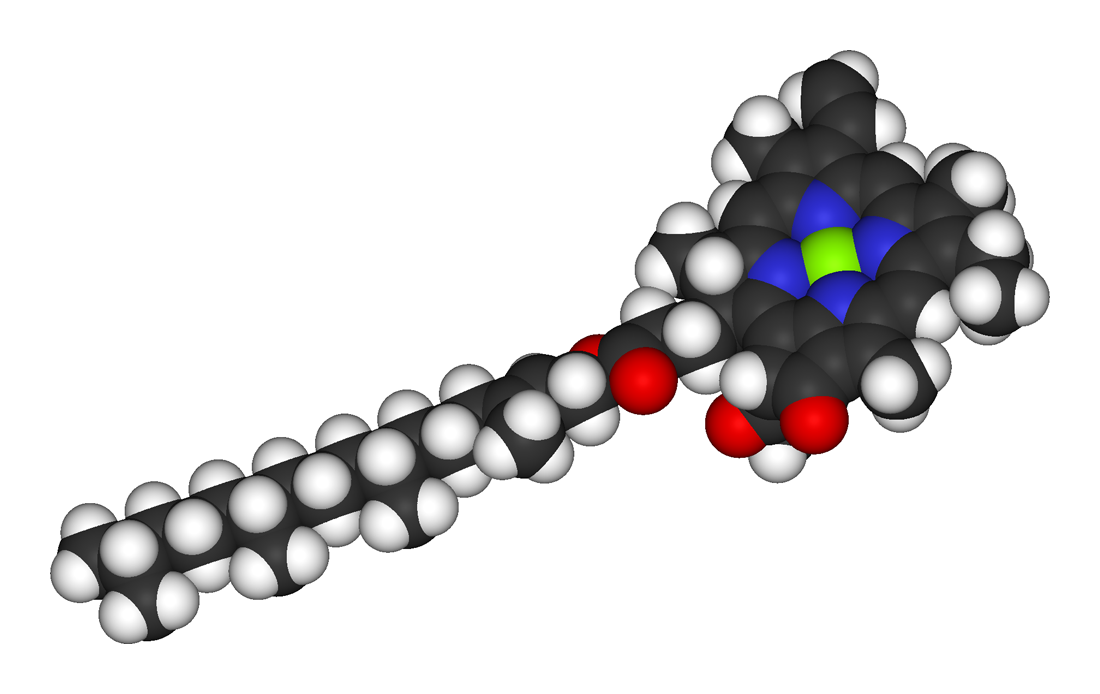
سبزینه مولکول دارای عملکردی در فتوسنتز است.

از دیدگاه انتخاب طبیعی، توابع بیولوژیکی برای کمک به برازش وجود دارد و شانس زنده ماندن یک موجود زنده را تا تولیدمثل افزایش می‌دهد. به عنوان مثال، عملکرد سبزینه در یک گیاه جذب انرژی نور خورشید برای فتوسنتز است، که به موفقیت تکاملی کمک می‌کند.

## در اخلاق
رفتارشناس انگلیسی، نیکولاس تینبرگن چهار پرسش را بر اساس چهار علت ارسطو نام‌گذاری کرد، که یک زیست‌شناس می‌تواند برای توضیح یک [رفتار] از آن کمک بگیرد، اگرچه آنها به دامنهٔ وسیع‌تری تعمیم داده شده‌اند.
1. مکانیسم: چه مکانیسم‌هایی موجب می‌شود که حیوان به گونه ای که هست رفتار کند؟
2. رشدشناسی: آیا در زیست‌شناسی رشد (و جوانی آن، اگر توانایی یادگیری داشته باشد) چنین ساختارهایی ایجاد شده و موجب این رفتار می‌شود؟
3. کارکرد/سازگاری: کارکرد تکاملی رفتار چیست؟
4. فرگشت: درخت تبارزایی رفتار چیست، یا به عبارت دیگر چه زمانی این رفتار در تاریخ فرگشت حیوان ظاهر شده‌است؟

پرسش‌ها به یکدیگر وابسته هستند، به طوری که، برای مثال، عملکرد تطبیقی توسط رشد جنینی محدود می‌شود.

## در فلسفه زیست‌شناسی

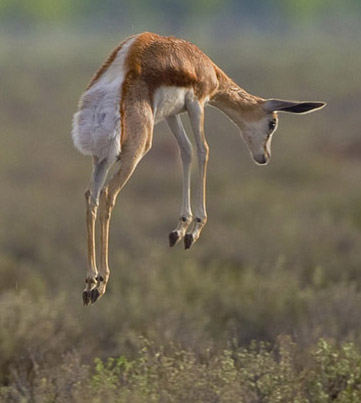
«رفتار با هدف»: یک غزال جهنده در حال جهیدن. یک فیلسوف زیست‌شناسی ممکن است استدلال کند که این کارکرد علامت‌دهی به شکارچیان را دارد و جهیدن به حیوان کمک می‌کند تا زنده بماند و شانس تکثیر شدن را داشته باشد.

کارکرد در معنای پایان‌شناسی، یعنی داشتن قصد ذهنی آگاهانه برای رسیدن به هدف، هدف برای آینده نیست.
برای مثال، درختی برای هیچ هدفی گل از خود نمی‌رویاند، بلکه این کار را صرفاً به این دلیل انجام می‌دهد که برای این کار فرگشت یافته‌است. کارکرد به معنای هدف است. یک کارکرد توصیف می‌کند که چیزی «انجام می‌دهد» نه اینکه «هدف» آن چیست.
در فلسفه زیست‌شناسی معاصر، سه روایت عمده از عملکرد در جهان زیستی وجود دارد: نظریه‌های نقش علی، اثر انتخابی، و سهم هدف.

### نقش سببی یا علّی
نظریه‌های نقش علّی عملکرد بیولوژیکی منشأ خود را به مقاله‌ای در سال ۱۹۷۵ توسط رابرت کامینز برمی‌گردانند.
کامینز نقش عملکردی یک جزء از یک سیستم را به عنوان اثر علّی که جزء بر سیستم حاوی بزرگتر می‌گذارد، تعریف می‌کند، به عنوان مثال، قلب نقش علّی واقعی پمپاژ خون در سیستم گردش خون را دارد؛ بنابراین، عملکرد قلب برای پمپاژ خون است. این حساب به این دلیل مورد اعتراض قرار گرفته‌است که مفهوم عملکرد آن بسیار سست است. به عنوان مثال، قلب نیز معلول تولید صدا است، اما ما تولید صدا را وظیفه قلب نمی‌دانیم.

### جلوه انتخاب شده
نظریه‌های اثر منتخب توابع بیولوژیکی معتقدند که عملکرد یک صفت بیولوژیکی همان کارکردی است که آن ویژگی انتخاب طبیعی بوده‌است، همان‌طور که توسط روت میلیکان استدلال می‌شود. به عنوان مثال، وظیفه قلب پمپاژ خون است، زیرا این عملی است که قلب برای آن توسط فرگشت انتخاب شده‌است. به عبارت دیگر، پمپاژ خون «دلیل» است. که قلب فرگشت یافته‌است. این گزارش به دلیل محدودیت بیش از حد تصور عملکرد مورد انتقاد قرار گرفته‌است. همیشه مشخص نیست که کدام رفتار در انتخاب یک صفت نقش داشته‌است، زیرا صفات بیولوژیکی می‌توانند عملکردهایی داشته باشند، حتی اگر انتخاب نشده باشند. جهشهای سودمند در ابتدا برای آن انتخاب نمی‌شوند، اما عملکردهایی دارند.

### سهم هدف
نظریه‌های مشارکت هدف به دنبال ایجاد یک حد وسط بین نقش علّی و نظریه‌های تأثیر انتخابی هستند، مانند کریستوفر بورس (۱۹۷۷). که کارکرد یک صفت بیولوژیکی را به‌عنوان سهم علّی معمولی آن ویژگی در بقا و تولیدمثل تعریف می‌کند. برای مثال، گاهی گفته می‌شود که راه راه‌های گورخر در جهت استتار کار می‌کنند. راه راه‌های گورخری برای بقا و تولیدمثل گورخرها نقش دارند و به همین دلیل است که گفته می‌شود کارکرد راه راه بودن گورخر گیج کردن شکارچیان است. بر اساس این حساب، اینکه آیا نقش علی خاصی از یک صفت، کارکرد آن است یا نه بستگی به این دارد که آن صفت چه نقشی برای بقا و تولیدمثل آن ارگانیسم داشته باشد.